# Фабіан Цема Старший
Фабіан Цема Старший (*пол. Fabian Czema, нім. Fabian von Zehmen, бл. 1500 —1580) — державний діяч, урядник королівства Польського.

## Біографія
Походив з німецького лицарського роду Цемен. Син Ніколауса фон Цемена, лицаря Тевтонського ордена, та Дороти фон Баусен. Народився близько 1500 року. Перейшов на службу до короля Польщі, змінивши прізвище на Цема. Навчався в Краківській академії. 1524 року поступив до університету Альма Матер Віадріна (м. Франкфурт-на-Одері). Перейшов до лютеранства.
Після навчався опинився при дворі Сигізмунда II Августа. 1531 року стає підкоморієм поморським. Отримав староградське староство, яке згодом передав старшому братові Ахаці. Декілька разів представляв короля в сеймику Королівської Пруссії. До 1568 року володів замками Ґрауденц і Тухель. Водночас допомагав з кредитами Альбрехту, герцогу Пруссії, тим самим зміцнюючи зв'язок Пруссії і Польщі. На дяку 1539 року отримав місто Гайсельн в Прусській марці. 
1545 року представляв польського короля на весіллі Георга II, князя Бжезького і Легніцького, що відбулося в Берліні. 1543 році разом з братом Ахаці брав участь у весіллі короля Сигізмунда II Августа. 1546 року отримав посаду мальборкського підкоморія, а 1548 року — хелмінським. Того ж року обирається депутатом на Петрікувський сейм.
У 1550 році виступав за збереження прав Королівської Пруссії. 1552 року призначається каштеляном Гданська. 1556 року отримав посаду поморського воєводи. 1562 року стає маршалком Литовського суду в Вільно. 1566 року стає воєводою мальборкським, «успадкувавши» посаду після свого брата Ахаці. Того ж року був делегатом на Люблінському сеймі, де відстоював релігійні права мешканців Королівської Пруссії. Водночас жорстко відстоював автономію Королівської Аруссії, не бажаючи приєднання до Польщі. 
1573 році обирається на елекційний сейм, де підтримав кандидатуру Ернеста Австрійського, проте переміг Генріха Анжуйського. Останній зберіг прихильність до Фабіана Цеми. 1576 року отримав баронство від імператора Священної Римської імперії Максиміліана II. Помер у 1580 році.